# Прошивка (фільм)
«Прошивка» (англ. Hardwired) — американський фантастичний бойовик 2009 року.

## Сюжет
Після трагічного інциденту, що забрав життя дружини і ненародженого сина Люка Гібсона, поранений і втративши пам'ять, він залишається живим. На перший погляд корпорація «Хоуп» бажає допомогти та імплантує Люку чип. Але не все так просто. Через деякий час Люк дізнається, що у корпорації на цей рахунок свої таємні плани і тоді, разом з групою однодумців, він намагається повернути собі свої справжні спогади і вивести корпорацію «Хоуп» на чисту воду.

## У ролях
- Куба Гудінг — Люк Гібсон
- Вел Кілмер — Вірджил
- Майкл Айронсайд — Хел
- Татьяна Маслані — Червоний Панк
- Ерік Брекер — Дрейк
- Хуан Рідінгер — Синій Панк
- Чад Кровчук — Keyboard
- Террі Чен — Картер Берк
- Хіро Канагава — доктор Стеклер
- Рейчел Латтрелл — Кендіс